# ملعب بالوغراندي

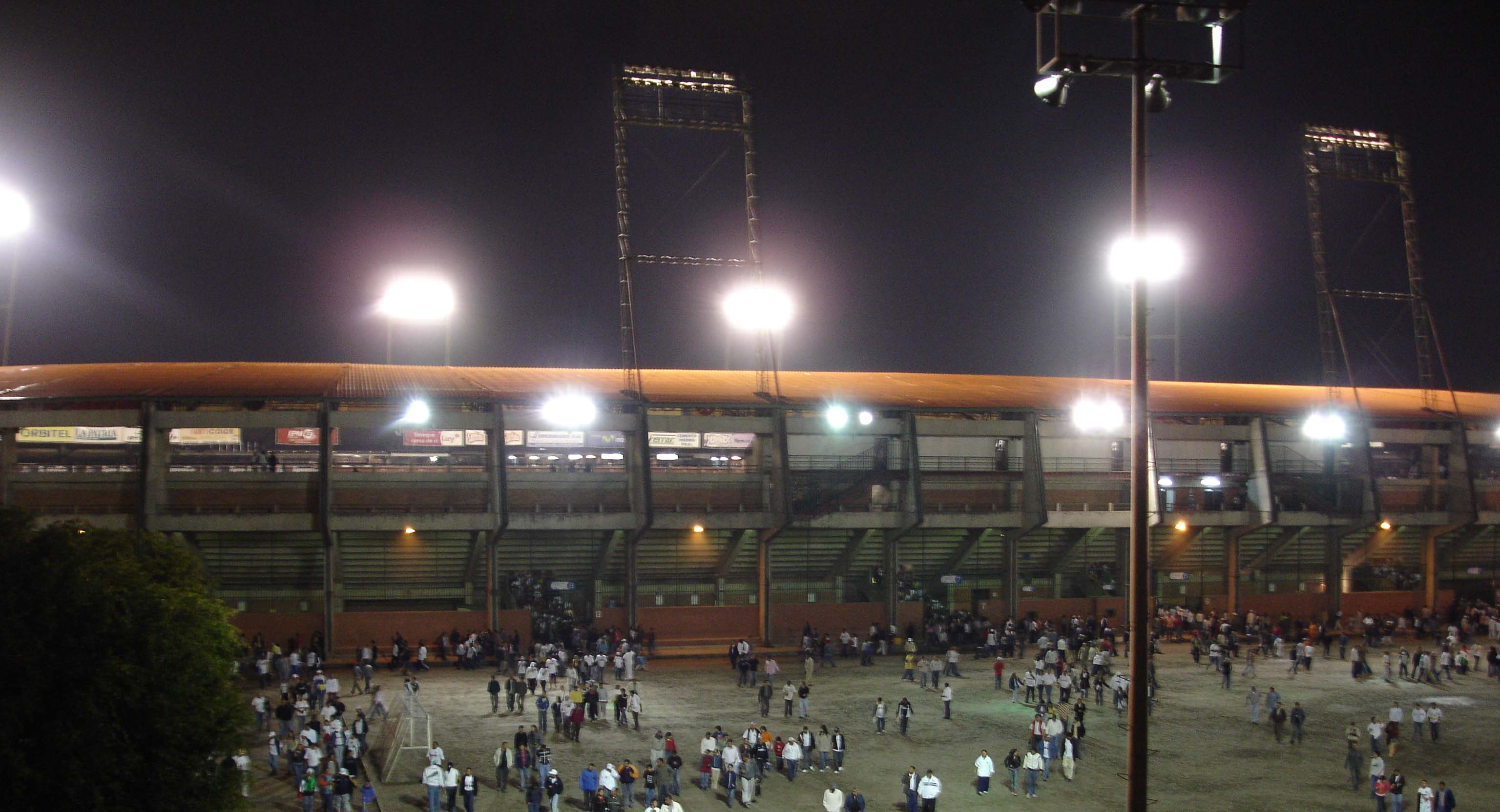

ملعب بالوغراندي هو ملعب متعددة الاستخدام في مانيزاليس، كولومبيا. غالباً ما يتم استخدام الملعب لمباريات كرة القدم. تم تجديده تحضيراً لكأس العالم للشباب تحت 20 سنة 2011 الذي أقيم في كولومبيا حيث وصلت سعة الملعب لحوالي 42,000 متفرج. تم بنائه عام 1936 وقد تم توسيعه ليستيعب 36,000 شخص في 1994. يلعب فريق أونس كالداس مبارياته المنزلية على هذه الملعب.